# 中島早也佳
中島 早也佳（なかしま さやか、1992年7月24日 - ）は、山陰放送 (BSS) のアナウンサー。

## 来歴・人物
- 出身地：兵庫県、初任地：新潟県、本籍：島根県津和野町
- 趣味：一人居酒屋、音楽鑑賞
- 特技：中国語[3]
- 2024年4月正社員登用

2018年4月1日に山陰放送に入社。同期に元同局アナウンサーの比和谷恭子、同局アナウンサーの小林健和がいる。4月6日にBSSラジオ『午後はドキドキ!』で番組初デビューを果たした。その後も、『音楽の風車』『Mポイント』など研修を受け現在は1人で担当に至っている。
2018年5月に『中四国ライブネット』で、大田祐樹アナウンサーと担当。中四国初デビューした。
2018年10月に『BSSラジオ公開生放送 ビタミン! Saturday in 第7回ネギ来まつり & 米子駅まつり』で初めてラジオリポートを担当。会場を盛り上げた。
2019年3月に『春のBSSまつり』で初の司会を担当。
2021年10月からBSSテレビ『THE TIME,』で中継担当に。
2021年12月にBSSアプリを配信。iPhone・Android等でダウンロード出来る。BSSアプリ制作部に起用。
2022年4月11日に森谷佳奈アナウンサーの体調不良で、『森谷佳奈のはきださNIGHT!』に代理出演。
2022年7月に30歳の誕生日を迎え、初めてInstagramを開設した。
そして、人生初のラジオディレクターもデビューした。『音楽の風車』、『中四国ライブネット』を中心に不定期で担当（音楽の風車の場合はディレクターの担当が終わり次第、次のラジオ番組は担当・出演しない）。

## 担当番組

### テレビ番組
- THE TIME,
- Bang!+ - アナウンサーとして出演（2019年10月 - 2021年3月、生たまごBang!は現在あすメシに出演）
- JOY!+（2024年 - ）（生たまごJOY!は現在ひとメシ惚れに出演）
- 西乃風ブラン堂 - ロケ担当（2023年）
- まいどっ♪（2019年4月 - 2019年9月）
- なまラテ（2020年1月 - 2021年3月）
- etime （2021年4月 - 2021年9月）
- BSSニュース - 不定期出演

### ラジオ番組
- 午後はドキドキ! - 火曜担当（2019年4月 - 2024年3月）、金曜担当（2018年4月 - 2019年3月）
- ビタミン! Saturday （2024年 - ）
- 音楽の風車 - 不定期出演
- Mポイント - 不定期出演
- BSSニュース - 不定期出演
- サンセットロード - 不定期出演（2018年 - 2023年）
- 日曜夕方音楽堂 - 不定期出演（2023年 - ）
- 中四国ライブネット - 不定期出演（2018年 - ）
- ニチナビ!（2018年4月1日 - 2021年3月28日）
- あさスタ♪ - アナウンサー不在による代理出演（2019年）

### NHK新潟放送局時代
- 新潟ニュース610 （2015年4月 - 2018年3月）

## その他出演番組
- 町中華で飲ろうぜ 鹿児島・鳥取・静岡!お礼参り2時間SP (2023年1月3日、BS-TBS)